# Science-Fiction-Jahr 2010
Übersicht

◄◄ | ◄ | 2006 | 2007 | 2008 | 2009 | Science-Fiction-Jahr 2010 | 2011 | 2012 | 2013 | 2014 | ► | ►►

Weitere Ereignisse